# Hradiště, Plzeň-jih
Hradiště là một làng thuộc huyện Plzeň-jih, vùng Plzeňský, Cộng hòa Séc.